# NGC 166
NGC 166 è una galassia a spirale nella costellazione della Balena.
In base al suo grado di spostamento verso il rosso, si stima che sia distante dalla Via Lattea circa 276 milioni di anni luce. Ha una magnitudine apparente di 15,18.

## Scoperta
Fu scoperta dall'astronomo americano Francis Preserved Leavenworth nel 1886.